# Anna di Foix-Candale
Anna di Foix-Candale (1484 – Buda, 26 luglio 1506) è stata regina di Boemia dal 1502 alla sua morte.

## Biografia
Anna era figlia di Gastone II di Foix-Grailly-Candale, conte di Candale e Captal de Buch, e dell'Infanta Caterina, a sua volta figlia minore della regina Eleonora di Navarra e Gastone IV di Foix; taluni storici però sostengono che Anna fosse figlia di Gastone di Foix e di una sua concubina tredicenne, Blanche, che poi fece chiudere in convento e dalla quale pare abbia avuto in seguito (e anche prima) altri figli.
Anna, era destinata a sposare un grande feudatario francese, il duca di Longueville, trent'anni più anziano di lei, e così la contessina di Foix e Candale fu educata alla corte reale francese di Blois; educata per diventare una grande principessa, le furono insegnati il galateo, il latino e i classici, per i quali Anna ebbe una vera e propria propensione, dimostrandosi molto intelligente.
Promessa al duca di Longueville per i suoi dodici anni, per ragioni politiche si decise di annullare il fidanzamento, fidanzando invece Anna con un membro della dinastia degli Jagelloni, Ladislao II di Boemia; inizialmente la corte francese alla quale Longueville apparteneva, si oppose a questo matrimonio, che fu poi dopo lunghe trattative accettato.
Il contratto di matrimonio con Ladislao fu firmato nel 1501 e nell'aprile 1502 la coppia reale fu sposata e Anna divenne la terza moglie di Ladislao II, mentre a settembre divenne, oltre che regina di Boemia, anche regina d'Ungheria. Anna fu sempre un'ottima collaboratrice per Ladislao II, e nonostante non fosse bella, seppe da lui farsi amare e intervenne molto spesso nelle questioni diplomatiche, saldando i debiti tra il regno di Boemia e Venezia e favorì un'alleanza con gli Asburgo; Anna ebbe molta popolarità con la nascita del suo primo figlio maschio, ma morì mettendo al mondo un altro bambino nato morto.

## Discendenza
La coppia ebbe tre figli:
- Anna di Boemia e Ungheria, sposò Ferdinando I d'Asburgo;
- Luigi II, sposò Maria d'Asburgo;
- Venceslao, nato morto.

## Ascendenza
|                                        |                           |                                           | Genitori                                     |  |  | Nonni |  |  | Bisnonni                              |  |  | Trisnonni                          |  |
|                                        |                           |                                           |                                              |  |  |       |  |  | 8. Gaston I de Foix, conte di Candale |  |  | 16. Archambaud, signore di Grailly |  |
|                                        |                           |                                           |                                              |  |  |       |  |  | 8. Gaston I de Foix, conte di Candale |  |  | 16. Archambaud, signore di Grailly |  |
|                                        |                           | 17. Isabelle, contessa di Foix            |                                              |  |  |       |  |  | 8. Gaston I de Foix, conte di Candale |  |  |                                    |  |
| 4. Jean de Foix, conte di Candale      |                           |                                           |                                              |  |  |       |  |  | 8. Gaston I de Foix, conte di Candale |  |  |                                    |  |
|                                        |                           | 9. Marguerite d'Albret                    | 18. Arnaud-Amanieu VIII, signore d'Albret    |  |  |       |  |  |                                       |  |  |                                    |  |
|                                        |                           | 9. Marguerite d'Albret                    | 18. Arnaud-Amanieu VIII, signore d'Albret    |  |  |       |  |  |                                       |  |  |                                    |  |
|                                        |                           | 9. Marguerite d'Albret                    | 19. Marguerite de Bourbon                    |  |  |       |  |  |                                       |  |  |                                    |  |
| 2. Gaston II de Foix, conte di Candale |                           | 9. Marguerite d'Albret                    |                                              |  |  |       |  |  |                                       |  |  |                                    |  |
|                                        |                           | 10. Thomas de Kerdeston                   | 20. Leonard de Kerdeston                     |  |  |       |  |  |                                       |  |  |                                    |  |
|                                        |                           | 10. Thomas de Kerdeston                   | 20. Leonard de Kerdeston                     |  |  |       |  |  |                                       |  |  |                                    |  |
|                                        |                           | 10. Thomas de Kerdeston                   | 21. Margaret                                 |  |  |       |  |  |                                       |  |  |                                    |  |
| 5. Margaret de Kerdeston               |                           | 10. Thomas de Kerdeston                   |                                              |  |  |       |  |  |                                       |  |  |                                    |  |
|                                        |                           | 11. Elizabeth de la Pole                  | 22. Michael de la Pole, II conte di Suffolk  |  |  |       |  |  |                                       |  |  |                                    |  |
|                                        |                           | 11. Elizabeth de la Pole                  | 22. Michael de la Pole, II conte di Suffolk  |  |  |       |  |  |                                       |  |  |                                    |  |
|                                        |                           | 11. Elizabeth de la Pole                  | 23. Katherine de Stafford                    |  |  |       |  |  |                                       |  |  |                                    |  |
| 1. Anne de Foix-Candale                |                           | 11. Elizabeth de la Pole                  |                                              |  |  |       |  |  |                                       |  |  |                                    |  |
|                                        | 12. Jean I, conte di Foix | 24. Archambaud, signore di Grailly (= 16) |                                              |  |  |       |  |  |                                       |  |  |                                    |  |
|                                        | 12. Jean I, conte di Foix | 24. Archambaud, signore di Grailly (= 16) |                                              |  |  |       |  |  |                                       |  |  |                                    |  |
|                                        | 12. Jean I, conte di Foix | 25. Isabelle, contessa di Foix (= 17)     |                                              |  |  |       |  |  |                                       |  |  |                                    |  |
| 6. Gaston IV, conte di Foix            | 12. Jean I, conte di Foix |                                           |                                              |  |  |       |  |  |                                       |  |  |                                    |  |
|                                        |                           | 13. Jeanne d'Albret                       | 26. Charles I, signore d'Albret              |  |  |       |  |  |                                       |  |  |                                    |  |
|                                        |                           | 13. Jeanne d'Albret                       | 26. Charles I, signore d'Albret              |  |  |       |  |  |                                       |  |  |                                    |  |
|                                        |                           | 13. Jeanne d'Albret                       | 27. Marie de Sully, principessa di Boisbelle |  |  |       |  |  |                                       |  |  |                                    |  |
| 3. Catherine de Foix                   |                           | 13. Jeanne d'Albret                       |                                              |  |  |       |  |  |                                       |  |  |                                    |  |
|                                        |                           | 14. Juan II, re d'Aragona                 | 28. Fernando I, re d'Aragona                 |  |  |       |  |  |                                       |  |  |                                    |  |
|                                        |                           | 14. Juan II, re d'Aragona                 | 28. Fernando I, re d'Aragona                 |  |  |       |  |  |                                       |  |  |                                    |  |
|                                        |                           | 14. Juan II, re d'Aragona                 | 29. Leonor, contessa d'Alburquerque          |  |  |       |  |  |                                       |  |  |                                    |  |
| 7. Leonor, regina di Navarra           |                           | 14. Juan II, re d'Aragona                 |                                              |  |  |       |  |  |                                       |  |  |                                    |  |
|                                        |                           | 15. Blanche I, regina di Navarra          | 30. Charles III, re di Navarra               |  |  |       |  |  |                                       |  |  |                                    |  |
|                                        |                           | 15. Blanche I, regina di Navarra          | 30. Charles III, re di Navarra               |  |  |       |  |  |                                       |  |  |                                    |  |
|                                        |                           | 15. Blanche I, regina di Navarra          | 31. Leonor de Trastámara                     |  |  |       |  |  |                                       |  |  |                                    |  |
|                                        |                           | 15. Blanche I, regina di Navarra          |                                              |  |  |       |  |  |                                       |  |  |                                    |  |